# Fest der Völker
Fest der Völker – Für ein Europa der Vaterländer ist das Motto eines großen Rechtsrock-Festivals in Thüringen, das erstmals am 11. Juni 2005 in Jena stattfand. An der Veranstaltung der NPD nahmen mehrere führende Vertreter rechtsextremer Organisationen aus ganz Europa und viele Bands teil, die fast ausschließlich dem internationalen Neonazi-Musiknetzwerk Blood and Honour angehören. Die Veranstaltung, der aufgrund ihres offen neonazistischen Charakters internationale Aufmerksamkeit zukam, fand jährlich bis 2010 statt. Sie zeigt beispielhaft die Bemühungen der rechtsextremen Szene in Europa um eine enge Zusammenarbeit im Rahmen der neu begründeten Europäischen Nationalen Front (ENF).

## Rechtsrock-Festivals in Thüringen
Mit den beiden Festivals „Thüringentag der nationalen Jugend“ (seit 2002) und „Rock gegen Krieg“/„Rock für Deutschland“ (seit 2003) hat die NPD in Thüringen bereits zwei Veranstaltungsreihen etablieren können, bei denen die Partei große Rechtsrock-Veranstaltungen mit mehreren hundert rechtsextremen Teilnehmern getarnt als politische Veranstaltungen abhält. Der NPD-Kreisverband Jena hat das Fest der Völker bereits für die Monate Juni aller Jahre von 2005 bis 2015 als Kundgebung in Jena angemeldet und erwartet jeweils ca. 500 Teilnehmer. Bei den „Thüringentagen“ konnte der Vorsitzende des Jenaer Kreisverbandes und stellvertretende Landesvorsitzende der NPD Ralf Wohlleben bereits Erfahrungen mit der Organisation solcher Konzertveranstaltungen sammeln. Wohlleben ist gleichzeitig auch einer der führenden Köpfe des Nationalen Widerstands Jena (NWJ), einer Freien Kameradschaft innerhalb des militanten Neonazi-Netzwerkes Thüringer Heimatschutz (THS), die zunächst als Organisator benannt wurde.

## Das Motto der Veranstaltung
Das Motto des Festival und sein geplanter internationaler Charakter verdeutlichen die Modernisierungs- und Internationalisierungsbestrebungen der NPD und der rechtsextremen Szene in Europa. Fest der Völker war der Name des ersten Teils des Films Olympia, eines Propagandastreifens von Adolf Hitlers Lieblingsregisseurin Leni Riefenstahl über die Olympischen Sommerspiele 1936 in Berlin. Der Untertitel Für ein Europa der Vaterländer und der Aufruf zeigen die Übernahme des Ethnopluralismus-Konzepts der Neuen Rechten durch die NPD, knüpfen aber gleichzeitig auch an den Europa-Gedanken der Waffen-SS an. So heißt es in dem Aufruf: „Wir Nationalisten sind keine Ausländerfeinde […], wir achten jede Kultur und jeden Menschen“, doch wird dies zugleich eingeschränkt: „Jedoch sind wir der Meinung, dass jeder Mensch und jede Kultur ihren angestammten Platz in dieser Welt hat, dieser muss auch von jedem respektiert werden.“

## Das erste „Fest der Völker“ am 11. Juni 2005
Wie schon bei dem ersten Thüringentag 2002 plante Wohlleben, das Neonazi-Event auf dem Jenaer Markt in der historischen Innenstadt stattfinden zu lassen. Während diese beiden Konzertreihen jedoch eher regionalen Charakter haben, sollte dem Jenaer Event internationale Bedeutung zukommen. Entsprechend groß war der Werbeaufwand für die Veranstaltung. Zahlreiche Neonazi-Seiten in Europa und der USA hatten schon seit Anfang des Jahres auf die Website für das Fest verlinkt, die zum Schluss in 15 europäischen Sprachen angeboten wurde, und in verschiedenen Diskussionsforen und Gästebüchern wurde für das Fest geworben. Die Veranstalter selbst rechneten nach Polizeiangaben mit etwa 1000 Neonazis aus ganz Europa, antifaschistische Initiativen gingen zunächst von zu erwartenden Teilnehmerzahlen von 2000 bis 5000 aus. Letztlich besuchten jedoch nur etwa 500 Neonazis fast ausschließlich aus Deutschland die Veranstaltung am 11. Juni 2005, was sicherlich auch auf die Unklarheiten um ein Verbot durch die Stadt Jena im Vorfeld zurückzuführen ist.

### Die Redner
Die Besonderheit des „Fest der Völker“ liegt in der starken Beteiligung von Neonazis und Neofaschisten aus anderen europäischen Ländern. Angekündigt waren zuletzt neben zwei Thüringern, dem NPD-Landesvorsitzenden Frank Schwerdt und dem Gothaer Neonazikader Patrick Wieschke, elf weitere Redner aus zehn Ländern. Außerdem gab es Grußworte „aus der Ostmark“, d. h. aus Österreich, und einen russischen Gast. Bei den Rednern handelte es sich zum einen um führende Vertreter rechtsextremistischer Parteien und Organisationen, die größtenteils in der European National Front (ENF) zusammenarbeiten:
- Claudiu Mihuțiu: rumänischer Neofaschist und Führungskader von Noua Dreaptă, einer militanten Gruppe in offener Nachfolge der ultranationalistischen, antisemitischen und faschistischen Organisation Eiserne Garde, und Mitglied der ENF.
- Nick Giohalas: Vertreter der rechtsextremen Chrysi-Avgi-Bewegung in Griechenland, ENF-Mitglied und Mitglied der NSBM-Band Der Stürmer.
- Constant Kusters: Geschäftsführer der rechtsextremen Nederlandse Volks-Unie (NVU) und ehemaliger Aktivist der Aktiefront Nationale Socialisten (ANS).
- Michal Laššák: Vertreter der slowakischen nationalistischen Partei Slovenská pospolitosť – národná strana.
- Bojan Rassate: Chef der neonazistischen Organisation Bulgarische Nationale Union (BNS), die in der ultranationalistischen Koalition Ataka (‚Attacke‘) und der ENF mitwirkt.
- Jonas Gysin: Der Gründer und Parteivorsitzender der rechtsextremistischen Partei National Orientierter Schweizer (PNOS) musste kurzfristig absagen.

Zum anderen waren mehrere Rechtsextremisten als Redner vor Ort, die in dem internationalen Neonazi-Musiknetzwerk „Blood and Honour“ aktiv sind. Dessen neun Sektionen der „Division Deutschland“ wurden zwar im Jahr 2000 behördlich verboten, gegen einen Auftritt von mehreren Sektions- und Divisionsleitern aus anderen Ländern konnte rechtlich offenbar nicht vorgegangen werden:
- Tim Mudde: Niederländischer „Nationalanarchist“ und Leader der RAC-Band Brigade M mit engen Kontakten zu „Blood and Honour“. Er trat bereits mehrfach als Redner bei NPD/JN-Treffen auf.
- Thomas Ölund: Sänger und Bandleader der ebenfalls auftretenden schwedischen Band Nothung, Chef der Sektion Stockholm von „Blood and Honour Scandinavia“ und Autor für verschiedene schwedische Neonazi-Zeitschriften wie Info 14 und Nordisk Frihet.
- Illés Zsolt („Elek“): Führender Vertreter der ungarischen „Blood and Honour“-Sektion.
- Stephen „Swiny“ Swinfen: Führendes Mitglieder der englischen Mutterorganisation von „Blood and Honour“, tätig im County Northamptonshire.
- Giovanni Di Blasi: Betreiber des italienischen Versandes Eda Propaganda und Herausgeber des „Blood and Honour“- und „Combat 18“-Fanzines The Stormer.

### Die Bands
Für das Rahmenprogramm sorgten neun Rechtsrock-Bands aus Deutschland und mehreren europäischen Ländern, die sich insbesondere durch nationalistische, rassistische, antisemitische und den Nationalsozialismus verherrlichende Texte auszeichnen.
- Brigade M: Niederländische Neonazi-Band, die mehrfach bei „Blood and Honour“-Konzerten aufgetreten und auf deren Compilations vertreten ist. Neben Tim Mudde wirkte hier bis 2003 Dave Blom als Sänger, der bei „B&H Nederland“ und der rassistischen und offen neonazistischen Gruppe Racial Volunteer Force aktiv ist. 1999 war er an der Schändung des jüdischen Friedhofs in Den Haag beteiligt und saß dafür 2000 für vier Wochen im Gefängnis.
- Before the War: Slowakische Death-Metal-Band. Der Sänger Michal Martinkovic ist aktiv bei „Blood and Honour Engerau“, andere Mitglieder spielten zuvor in der NSBM-Band Urdung 88.
- Nothung: Schwedische „Blood and Honour“-Band. Sie spielte bereits mehrfach für rechtsextreme Organisationen wie die Partei Nationalsocialistisk front (NSF) und die nationalsozialistisch ausgerichtete Zeitschrift Info 14.
- Vérszerzödés: Bekannte ungarische RAC-Band mit Veröffentlichungen wie Aryan Dreams 88, auf der Lieder wie Ein Volk, ein Reich, ein Führer enthalten sind, ebenfalls Umfeld von „Blood and Honour“. Der Name bedeutet ‚Bluteid‘ oder ‚Blutpakt‘ und nimmt Bezug auf einen politischen Mythos der Geschichte Ungarns.
- Indiziert: Schweizer Neonazi-Rockband aus Burgdorf BE.
- Systems Coffin (Sachsen-Anhalt).
- Defiance: Neonazi-Band aus Frankreich mit Veröffentlichungen wie White Pride Outlaws.
- John (Nemesis): John Cartwright, der Leadsänger der britischen „B&H“-Band Nemesis, tritt auch allein als Liedermacher auf.

Angekündigt waren außerdem die Bands
- Block 11, eine bekannte italienische RAC-Band, die sich selbst als „88 Rock'n'Roll-Band“ beschreibt. Sie benannte sich nach dem „Todesblock“ im Stammlager des KZ Auschwitz. Ihre Website und das Cover ihrer ersten CD zeigen Hakenkreuze. Auf mehreren Fotos entbieten Bandmitglieder und Publikum den Hitler- oder den sogenannten „Kühnengruß“ („Widerstandsgruß“). Sie wurde wenige Tage vor dem Konzert vom Programm gestrichen.
- Legion of Thor:  1997 gegründete Band aus Berlin, die „Blood and Honour“ und den „Hammerskins“ nahesteht. Auch nach dem Verbot von „B&H“ trat sie bei Unterstützer-Konzerten für diese auf. Beim „Fest der Völker“ musste sie aus Zeitgründen absagen.

### Infostände
Außerdem wird bei derartigen Festivals die Möglichkeit gegeben, sich über regionale Neonazi-Gruppierungen und Initiativen zu informieren sowie Tonträger, szenetypische Bekleidung und Nazi-Devotionalien zu erwerben. Beim ersten „Fest der Völker“ waren mehrere „Freie Kameradschaften“ wie der „Nationale Widerstand Jena“ mit „Sektion Jena-Ost“, der „Mädelring Thüringen“, die „Kameradschaft Eisenach“ und ihre „AG Frauen“, „Ilmkreis National“ und die überregionalen Informationsportale „Aktionsbüro Thüringen“ und „Widerstand Nord“ vertreten. Ebenfalls vor Ort waren Neonazi-Organisationen mit bundesweiter Bedeutung wie die „Hilfsorganisation für nationale politische Gefangene und deren Angehörige“ (HNG), die „Gemeinschaft Deutscher Frauen“ (GDF) und die „Aktive Frauen Fraktion“ (AFF). Einige Zeitungen, Zeitschriften und andere rechtsextreme Presseorgane informierten über ihr Angebot, so zum Beispiel die Unabhängigen Nachrichten, das in Jena erschienene Mitteldeutsches Sprachrohr, das Radio Freiheit etc.

### Die Proteste gegen das Neonazi-Fest
Schon im Mai gab es einen Hackerangriff auf die Seite der Veranstalter, der das Fest absagte und die Veranstaltergruppe für aufgelöst erklärte. Bereits im Vorfeld des 11. Junis 2005 hatten zahlreiche demokratische Parteien, Gewerkschaften und Organisationen sowie antifaschistische Gruppierungen zum Protest gegen das „Fest der Völker“ aufgerufen. Thüringens Ministerpräsident Dieter Althaus unterstützte ausdrücklich ein Verbot neonazistischer Aufmärsche und rief alle Bürger auf, Gesicht zu zeigen. Am Morgen des 11. Juni konnte eine Blockade des vorgesehenen Veranstaltungsplatzes durch etwa 600 Personen, darunter vor allem jugendliche Antifaschisten, aber auch viele Gewerkschafter und einige Mitglieder des Stadtrates, die Verlegung des Neonazi-Festivals an den Stadtrand erzwingen. Anschließend zogen 2500 bis 3500 Bürger in einem Demonstrationszug dem neuen Konzertort entgegen. Insgesamt beteiligten sich etwa 8000 Menschen an den verschiedenen Veranstaltungen gegen Rechtsextremismus an diesem Tag. Es handelt sich damit um eine der größten Kundgebungen gegen Neonazis in Deutschland im Jahr 2005.

## Das zweite „Fest der Völker“ am 10. Juni 2006
Am 10. Juni 2006 war in Jena ein weiteres Fest der Völker geplant. Auf Grund der starken Bindung von Polizeikräften durch die Fußball-WM 2006 hat das Verwaltungsgericht und das Oberverwaltungsgericht die Veranstaltung verboten. Die NPD hat angekündigt, das Fest nun im September durchführen zu wollen.
Trotz des Verbotes des eigentlichen Fest der Völker, organisierten Jenaer Bürger und Vereine mehrere Gegenveranstaltungen, die bereits am Anfang der Woche durchgeführt wurden.

### Die Redner
Die schon 2005 verfolgte starke Beteiligung von Vertretern nationalistischer und neofaschistischer Organisationen und Parteien aus ganz Europa sollte noch erweitert werden. Vorgesehen waren diesmal 12 Redner aus ebenso vielen Ländern, von denen mehrere der „Europäischen Nationalen Front“ (ENF) angehören.
- Udo Voigt: seit 1996 Parteivorsitzender der rechtsextremen NPD.
- Mário Machado: Führer der portugiesischen Neonazi-Organisation „Frente Nacional“ und Mitglied der „Hammerskins“. Wegen Mordes an dem schwarzen Portugiesen Alcindo Monteiro am 10. Juni 1995 in Lissabon wurde er zu 4 Jahren und 3 Monaten Gefängnis verurteilt. Er war bereits Redner beim rechtsextremen „Trauermarsch“ am 11. Februar 2006 in Dresden. Machado kündigte für das am Tag nach dem „Fest der Völker“ in Köln stattfindende WM-Spiel Ausschreitungen seiner Anhänger gegen die Mannschaft und Fans aus Angola an.
- Morten Borup: Vertreter der extrem rechten „Dansk Front“.
- Alessandro Mereu: Leiter der italienischen Neonazi-Organisation „Vertice Primo“ sowie Sänger der Band „Hate for breakfast“.
- Robert Vesterlund: Vertreter des schwedischen Anti-Antifablatts info14 und der Neonazi-„Gefangenenorganisation“ „Gula Korset“, dem schwedischen Pendant zur deutschen Hilfsorganisation für nationale politische Gefangene und deren Angehörige.
- Alexander Krassnow: „Freier Nationalist“ und extrem rechter Publizist aus St. Petersburg, der unter anderem in der NPD-Parteizeitung Deutsche Stimme veröffentlicht.
- Bojan Rassate: Anführer der bulgarischen Neonazi-Vereinigung „Gvardija“.
- Michal Lassak: Vertreter der verbotenen Neonazi-Partei „Slovenská pospolitost – národná strana“ (SP-NS).
- Milan Hroch: vermutlich Alias von Michal Podolák, Vertreter der tschechischen Neonazi-Organisation „Narodní odpor“, die aus der „Blood and Honour“-Division Böhmen hervorgegangen ist.
- Wolf Kussé: Vertreter der rechtsökologischen und neoheidnischen Organisation „Groen Rechts“ aus Belgien.
- Nick Griffin: Vorsitzender der rechtsextremen „British National Party“ (BNP).
- Daniel Reinheimer: „Freier Nationalist“ aus Ungarn.

### Die Bands
Im Vergleich zum Vorjahr wurde die Zahl der mitwirkenden Musikgruppen deutlich reduziert. Neben den bereits 2005 vertretenen „Blood and Honour“-Bands Before the War und Vérszerzödés/English Rose sollen auftreten:
- Hate for Breakfast: Neonazi-Band aus Italien, die mehrfach bei „Blood and Honour“-Konzerten in ganz Europa aufgetreten sind.
- Gigi & musikalische Begleitung: Projekt des deutschen Rechtsrockers Daniel „Gigi“ Giese, der bei anderen bekannten Neonazi-Bands wie Stahlgewitter und Saccara beteiligt ist. Besser bekannt ist das Projekt unter dem Namen Gigi und die braunen Stadtmusikanten mit Veröffentlichungen wie Braun Is Beautiful.
- Asynja: Schwedische Frauenband aus dem Umfeld von „Blood and Honour“ und der Partei „Nationalsocialistisk Front“ (NSF). Die Neonazi-Folkband trat am 29. April 2006 auf einer konspirativen NPD-Veranstaltung in Tarnow (Mecklenburg-Vorpommern) auf, die wegen der Verbindungen der Bands zum „Blood and Honour“-Netzwerk und der Unkenntnis der Behörden über den Charakter der Veranstaltung für Aufsehen sorgte.

## Das dritte „Fest der Völker“ am 8. September 2007
Für Samstag, den 8. September, wurde zum dritten Mal in der Geschichte Jenas das Fest der Völker geplant, bei dem 13 Redner auftreten sollten, unter anderem der damalige NPD-Bundesvorsitzende Udo Voigt, der Ende August in der thüringischen Stadt nach einer Veranstaltung von der Polizei wegen des Verdachts auf Verstoß gegen den Paragraph 130 (4) StGB angezeigt wurde. Außerdem Gottfried Küssel, wichtiger Führer der Neonazis in Österreich und wegen Verstoß gegen das NS-Verbotsgesetz bereits zu 10 Jahren Haft verurteilt.
Eine für den Freitag zuvor einberufene Pressekonferenz seitens der Veranstalter im Rathaus von Jena wurde vom amtierenden Bürgermeister Albrecht Schröter untersagt, jedoch nach einer Sitzung bei dem zuständigen Verwaltungsgericht in Gera auf ein anderes Gebäude der Stadt verlegt. Die Versammlungsbehörde in Jena soll Sorge tragen, dass mögliche Verstöße gegen die Auflagen dokumentiert werden.
Es traten unter anderem die Bands Brutal Attack (Vereinigtes Königreich), Conflict 88 (Tschechien) und Sleipnir auf. Die Auftritte der drei Bands wurden später als DVD-Video von PC-Records veröffentlicht.
Nick „Jarl von Hagall“ Giohalas der griechischen NSBM-Band Der Stürmer trat wie 2005 als Gastredner auf.
Als Gegenveranstaltung fanden diverse Aktionen statt, darunter mehrere Demonstrationen.

## Das vierte „Fest der Völker“ am 13. September 2008
Um Gegendemonstrationen vorzubeugen, wurde das Fest der Völker im August 2008 kurzfristig nach Altenburg verlegt. Etwa 1.000 Besucher hatte die Veranstaltung zu verzeichnen. Trotz der Umlegung demonstrierten etwa 2.000 Menschen gegen die vierte Auflage des Festes der Völker. Bei der Demonstration wurden 12 Polizisten und 14 Demonstranten verletzt. Die Veranstaltung sei dennoch überwiegend friedlich verlaufen.
Als Redner traten unter anderem Jürgen Rieger, Markus Mattig (Schweiz), Stephen Swinfen (Großbritannien), Kristoffer Dahlenström (Schweden), Tomáš Vandas (Tschechien), Giordano Caracino (Italien) und Enrique Valls (Spanien) auf. An Bands traten Sleipnir, Brainwash und Moshpit aus Deutschland, sowie Strappo (Italien) und White Law (Großbritannien) auf.

## Das fünfte „Fest der Völker“ am 12. September 2009
Nachdem die Veranstaltung 2008 nach Altenburg verlegt worden war, wurde das Fest der Völker 2009 in Pößneck organisiert. Das zuständige Landratsamt des Saale-Orla-Kreises verbot die Veranstaltung im Vorfeld, weil man mit einem Massenandrang von etwa 10.000 bis 12.000 Personen rechnete und Ausschreitungen zwischen Links- und Rechtsextremisten befürchtete. Nachdem die NPD gegen dieses Verbot Widerspruch einlegte, erlaubte das Oberverwaltungsgericht Weimar die Veranstaltung. Zu Beginn gab es eine Reihe von Protesten. So blockierten 200 Menschen die Zufahrt zum Schützenhaus, wo sich die Anhänger der rechtsextremen Szene versammelten. Das Festival konnte dennoch pünktlich starten und fand vor etwa 500 Personen statt. Als Redner sprachen Milan Szeth (Ungarn), Pascal Trost (PNOS, Schweiz), Bojan Rassate (Bulgarien), Varenus Luckmann und Dan Eriksson aus Schweden, Enrique Valls (Spanien), Matthias Fischer und Andreas Meierhof aus Deutschland, sowie Mike Bell und Nina Brown von der British National Party. Auch das Musikprogramm war mit Rotte Charlotte (Deutschland), Verszerzödes (Ungarn), Brigada 1238 (Spanien) und PWA (Estland) international ausgerichtet.

## 2010
Das sechste Fest der Völker sollte am 11. September 2010 in Pößneck stattfinden. Jedoch sagten die Verantwortlichen die Veranstaltung aus nicht näher genannten Gründen 14 Tage vorher ab.